# 高度が人に与える影響

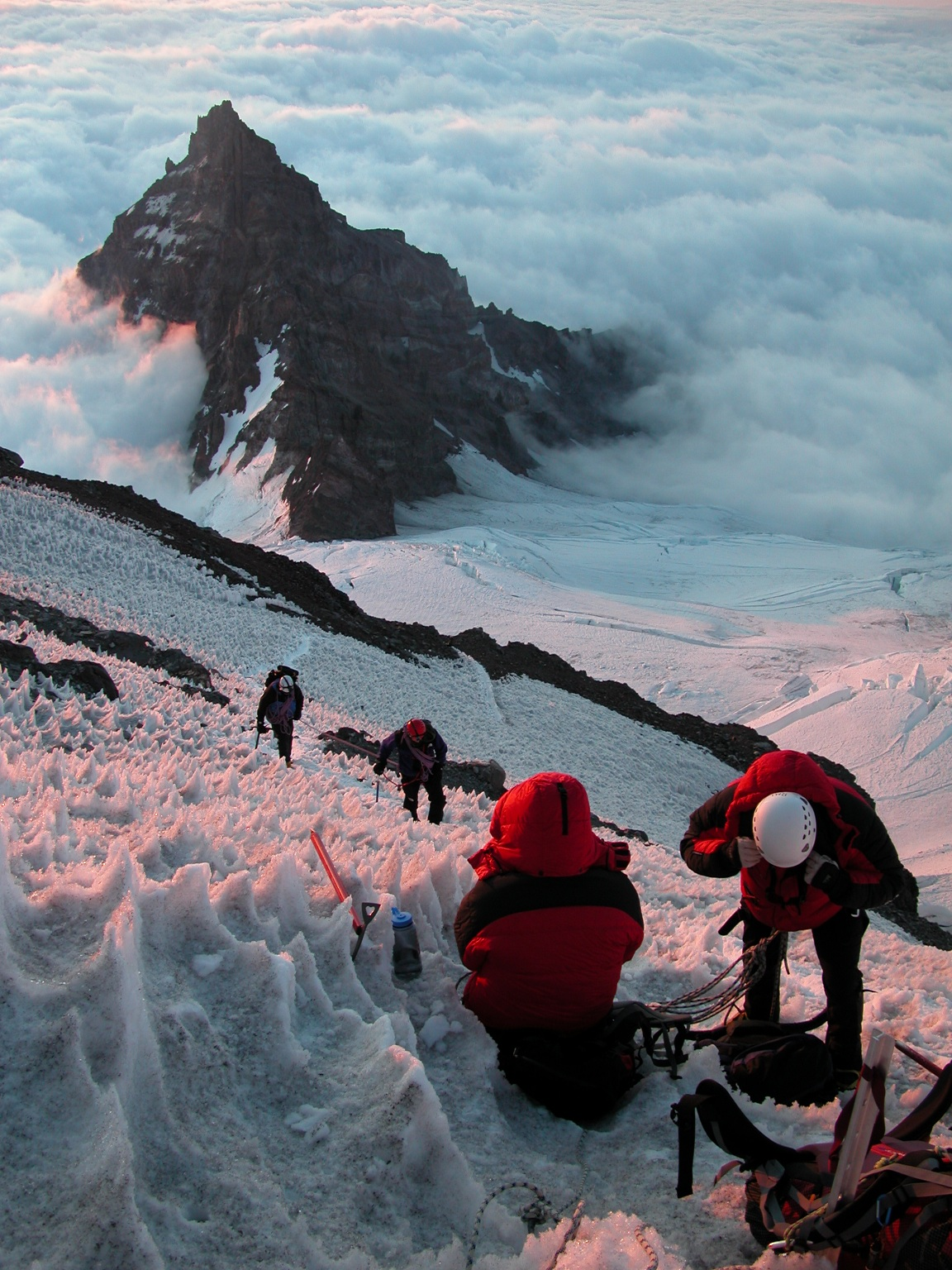
レーニア山への登山

高度が人に与える影響（こうどがひとにあたえるえいきょう）はかなり大きい。地球の大気圏内では、高地への移動などにより高度が上がるにつれ、気圧や気温が低下し、人の呼吸に必要な酸素を含む空気が希薄になるためである。ヘモグロビンの酸素飽和度は、血液中の酸素の量を決定する。人体が海抜高度2,100mに達すると、酸素で飽和したヘモグロビンの割合は急落し始める。
しかし、人体は短期的にも長期的にも高度に順応し、酸素の不足をある程度補償することができる。アスリートは、この順応を利用してパフォーマンスを向上させる。しかし順応には限度があり、登山家は8,000mを超える高度を「デス・ゾーン」と呼び、ここでは人体は順応することができない。
時に地表の最高点を超える高空を飛行する航空機の操縦士や乗客は、与圧調整（特に旅客機）や酸素マスク着用、加温などにより、機外の過酷な環境から守られている。航空事故などで空気漏出が起きると、操縦士が意識を失い、墜落につながることもある。

## 高度に応じた影響
人体は、気圧1013.25hPaの海面高でもっともよいパフォーマンスを発揮する。海面高での酸素濃度は20.9%で、酸素分圧（pO2）は21.136kPaである。健康な人は、この分圧でヘモグロビンが飽和し、赤血球中で酸素に結合した赤い色素となる。
気圧は高度に応じて指数関数的に低下するが、酸素の割合は高度約100kmまでほぼ一定であるため、pO2も高度に応じて指数関数的に低下する。エベレスト登山のベースキャンプがある高度約5,000mではpO2は約半分になり、エベレストの頂上がある高度8,848mではpO2はわずか3分の1になる。pO2が低下すると、人体は高地順応の反応を示す。
山岳医学では、大気中の酸素量の低下を反映して、高度を3つの領域に分類している。
- 高所（High altitude）= 1,500〜3,500m
- 超高所（Very high altitude）= 3,500〜5,500m
- 極度高所（Extreme altitude）= 5,500m〜

これらの領域に行くことは、比較的穏やかな高山病から死に至る可能性のある高地肺水腫や高地脳浮腫まで、医学的な問題を引き起こす。高度が高くなるほどリスクも大きくなる。また、極高高度では、永続的な脳損傷のリスクも上がることが研究で示されている。探検隊の同行医は通常、このような症状に対処する際に用いるデキサメタゾンを常に携行している。
高度5,950mで2年間生存した記録があるが、これは定住に耐えられる極限の高度に近いと考えられている。既知の定住地の最高高度は、5,100mである。7,500mを超える極高高度では、睡眠が非常に難しくなり、食物の消化がほぼ不可能になり、高地肺水腫や高地脳浮腫のリスクが大きく高まる。

### デス・ゾーン

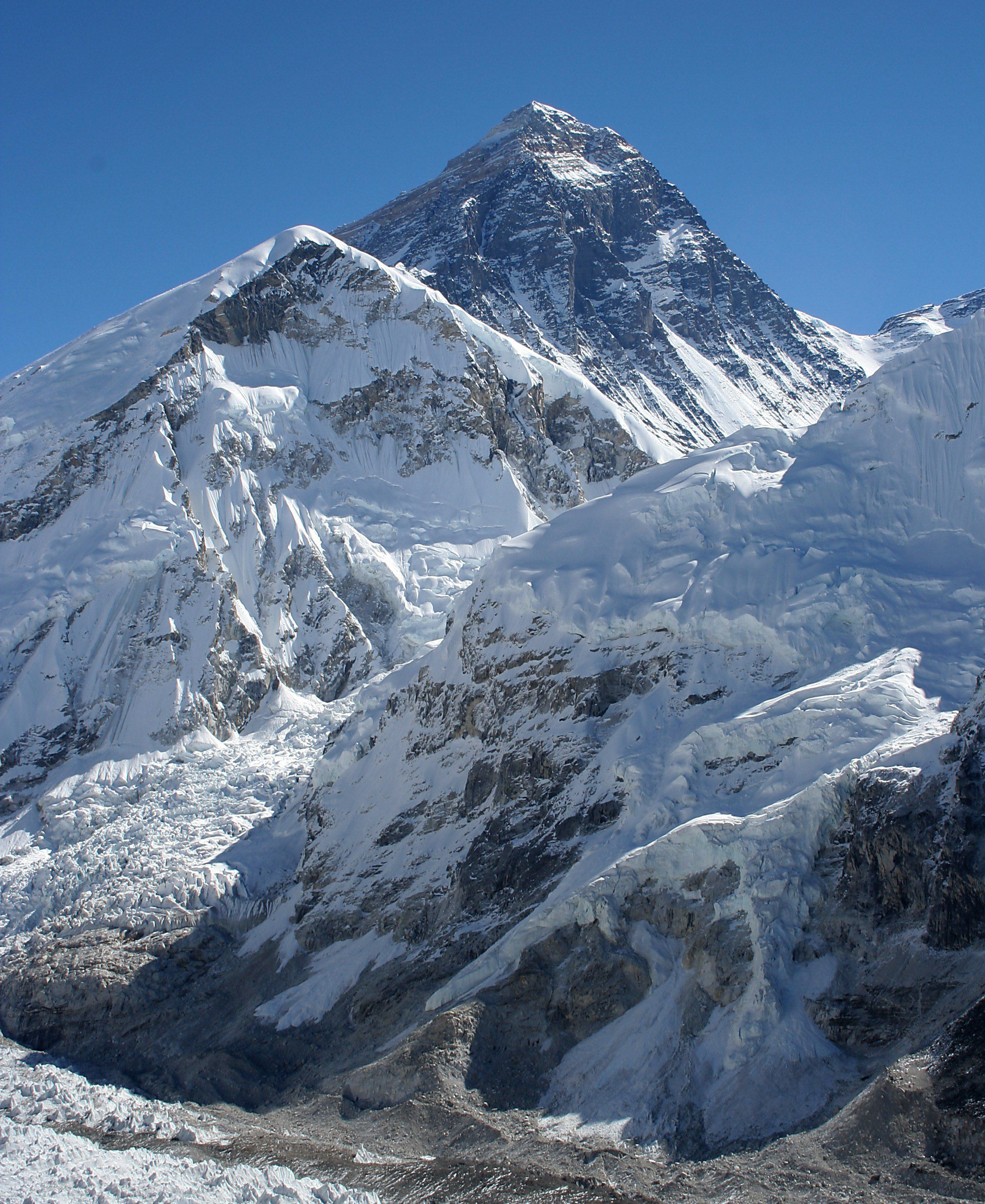
エベレストの山頂はデス・ゾーンである

登山家は、酸素の量が人間の生命を維持できなくなる点以上の高度をデス・ゾーンと呼んでいる。この点は、一般的には8,000mとされる。「デス・ゾーン」という用語は、スイスの医師エドゥアール・ヴィース・デュナンが1952年に著したThe Mountain Worldに由来する。
高地での登山家の死亡の多くは、直接的（生命維持機能の喪失）にも間接的（ストレス下での判断の誤り、体力の低下による事故）にも、デス・ゾーンが影響している。デス・ゾーンでは、人体は順応することができない。酸素の補給なしにデス・ゾーンに長期滞在することは、身体機能の低下、意識の喪失、そして最終的には死につながる。
南米ボリビアの高地病理学研究所の科学者は、どちらもエベレストの頂上に近いpO2レベルである、慢性高山病の低酸素症の患者と子宮内の胎児の観測から、デス・ゾーンの存在を疑問視する。

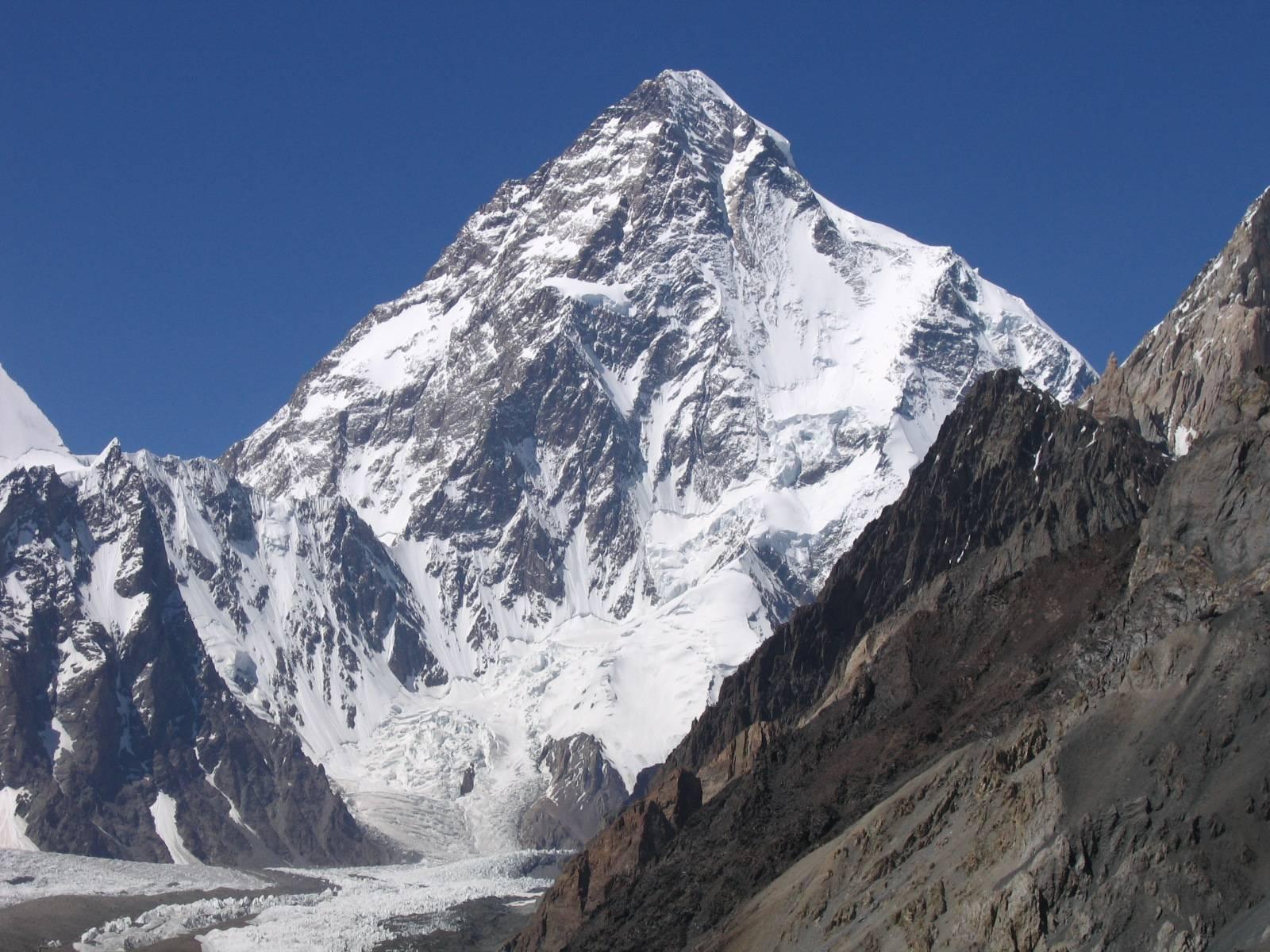
K2の頂上はデス・ゾーンである

### 長期的な影響
高度2,500m以上には、約1億4,000万人が生活している。研究により、これらの人々、特にアンデス山脈とヒマラヤ山脈に住む人々は、海面高に住む人々と異なった、低酸素濃度への補償方法を持っていることが明らかとなった。新しく来て順応した人と比べると、もともと住んでいた人々は生まれたときから酸素供給がうまい。肺活量は全年代で大きく、運動能力も高い。チベット人は、ほかの高地民族よりも脳血流が多く、ヘモグロビンの濃度が少なく、慢性高山病の影響が少ない。これらの適応は、彼らの高地での生活の長い歴史を反映していると考えられる。
高地の定住者は、全体の死亡率がかなり低い。この傾向の一つの例外は、高地の人々は、統計的に自殺率がかなり高いということである。同様の傾向は、拳銃自殺（自殺の59%）にも拳銃以外での自殺にも見られる。高度と自殺のリスクの相関は、既知の自殺リスク因子である年齢、性、人種、収入などの可能性を調整しても残っている。また、研究により、睡眠時無呼吸症候群やヘビースモーカーの人の高地での気分障害の増加は見られないことを考えると、酸素濃度は要因ではないと考えられている。自殺リスクの増加の原因は、今のところ分かっていない。

## 高度への順応
人体は、短期および長期の順応によって、高地に適応することができる。高地では、短期的には、酸素の不足は頚動脈小体で感知され、呼吸の増加（過換気症候群）を引き起こす。しかし、過換気症候群は呼吸性アルカローシスという副作用も引き起こし、呼吸中枢が必要なだけ呼吸率を上昇させるのを阻害する。呼吸率が上昇しない原因は、頚動脈小体の不適切な応答や肺または腎臓の病気の可能性もある。
さらに、高地では頻脈になり、1回拍出量は減少し、心肺機能と比べて不必要な身体機能は抑制されるため、食物の消化効率は低下する。
しかし、完全な順応には数日から数週間を要する。体は徐々に、重炭酸塩を腎排泄することで呼吸性アルカローシスを補償し、アルカローシスのリスクなしに適切な呼吸ができるようになる。
腎排泄のため排尿が増加する。尿が出ないと顔手足が浮腫む。
これにはどのような高度でも約4日間かかり、アセタゾラミドなどの薬品で促進することができる。アセタゾラミドは重炭酸イオンの再吸収を阻害し利尿作用を持つ。最終的に、グルコースの分解量が減るため体の乳酸生成は少なくなり、血漿の体積が減り、ヘマトクリット値や赤血球の質量が増え、骨格筋組織の毛細血管の密度が高まり、ミオグロビン、ミトコンドリア、好気酵素濃度、2,3-ビスホスホグリセリン酸などが増加する。血液に酸素を多く取り込むため、肺動脈圧は増加する。
高地への血液学的に完全な順応は、赤血球数が頭打ちになり、増加が止まると完成する。要する期間は、おおよそ、km単位の高度に11.4日をかけた日数になる。たとえば、4,000mの高度に順応するには、45.6日間を要する。この線形関係の上限高度は完全には分かっていない。

## 高度とアスリートのパフォーマンス
アスリートのパフォーマンスに対して、高地は2つの相反する影響を及ぼす。瞬発力の必要な競技（400mまでの競走、走り幅跳び、三段跳びなど）では、気圧の減少は大気からの抵抗が減ることを意味し、パフォーマンスは一般的に向上する。持久力の必要な競技（5,000m以上の競走など）では、酸素の不足によりパフォーマンスは一般的に低下する。スポーツの統括組織もパフォーマンスに与える高地の影響を認識しており、たとえば国際陸上競技連盟は、標高1,000mを超える場所での記録は「高地記録」として後ろに"A"を表記している。
アスリートは、高地順応をパフォーマンスの向上に活かすこともできる。人体が高地に対して起こす変化は海面高度でのパフォーマンス向上に貢献する。日本国内では、長野県などの自治体が、山岳部や高原地帯に運動施設を整備して、高地トレーニングを誘致している。
しかし、アスリートは高地では海面高と同じ強さのトレーニングをできるわけではないため、常にいい効果があるわけではない。
このような問題から、"Live-High, Train-Low"として知られるトレーニング法が考案された。アスリートは日中の休憩の時間と夜間を高地で過ごし、低地でトレーニングを行う。1990年代の米国ユタ大学でBen Levine、Jim Stray-Gundersenらによって行われた一連の研究により、"Live-High, Train-Low"トレーニングを数週間続けたアスリートはかなりいいパフォーマンスを得られることが示された。また別の研究では、低地に住みながら高地で何度かトレーニングを行うことでいいパフォーマンスが得られることが示された。
高地トレーニングによるパフォーマンス向上効果は、赤血球の数の増加、より効率的なトレーニング、または筋肉の生理的変化による可能性がある。
「低圧室」を利用して平地で高地トレーニングを行うことができる。